# Monarca (линейный корабль, 1756)
Monarca — 68-пушечный испанский линейный корабль 3 ранга, впоследствии HMS Monarca Королевского флота, единственный британский корабль под названием Monarca.

## Постройка
Построен в 1756 году в Ферроле. Типично для испанских и французских кораблей, был заметно крупнее аналогичных кораблей построенных в Британии.

## Служба

### На испанской службе
Захвачен эскадрой Родни 16 января 1780 года, в Битве при лунном свете. Зарегистрирован и переименован 20 апреля 1780 года. Прошел ремонт в Портсмуте с 7 мая по 19 сентября 1780 года.

### На британской службе
Вступил в строй в апреле 1780 года, капитан Джон Джелл (англ. George Gell).
1780 год — 29 ноября с эскадрой адмирала Худа вышел в Вест-Индию, но из-за полученных при шторме повреждений был вынужден вернуться.
1781 год — 18 апреля ушел в Ост-Индию; прибыл 3 октября.
1782 год — 17 февраля был с Хьюзом при Садрасе; 12 апреля был при Провидиене; 6 июля был при Негапатаме; 3 сентября был при Тринкомали.
1783 год — 20 июня был при Куддалоре.
1784 год — ушел в Англию с коммодором Кингом; июнь, выведен в резерв и рассчитан.
1791 год — июль, обследован в Портсмуте; 13 октября продан там же.